# Uglegorsk, Sachalin oblast
Uglegorsk (ryska Углего́рск) är en kuststad på den västra sidan av Sachalin i Sachalin oblast i Ryssland. Den ligger 359 kilometer väst om Juzjno-Sachalinsk. Folkmängden uppgår till cirka 10 000 invånare.

## Historia
Orten grundades 1905 under japansk regim och hette då Esutoru (japanska 恵須取). Vid andra världskrigets slut blev Sachalin ryskt. Orten fick sitt nuvarande namn tillsammans med stadsrättigheter 1946.